# Sangatte

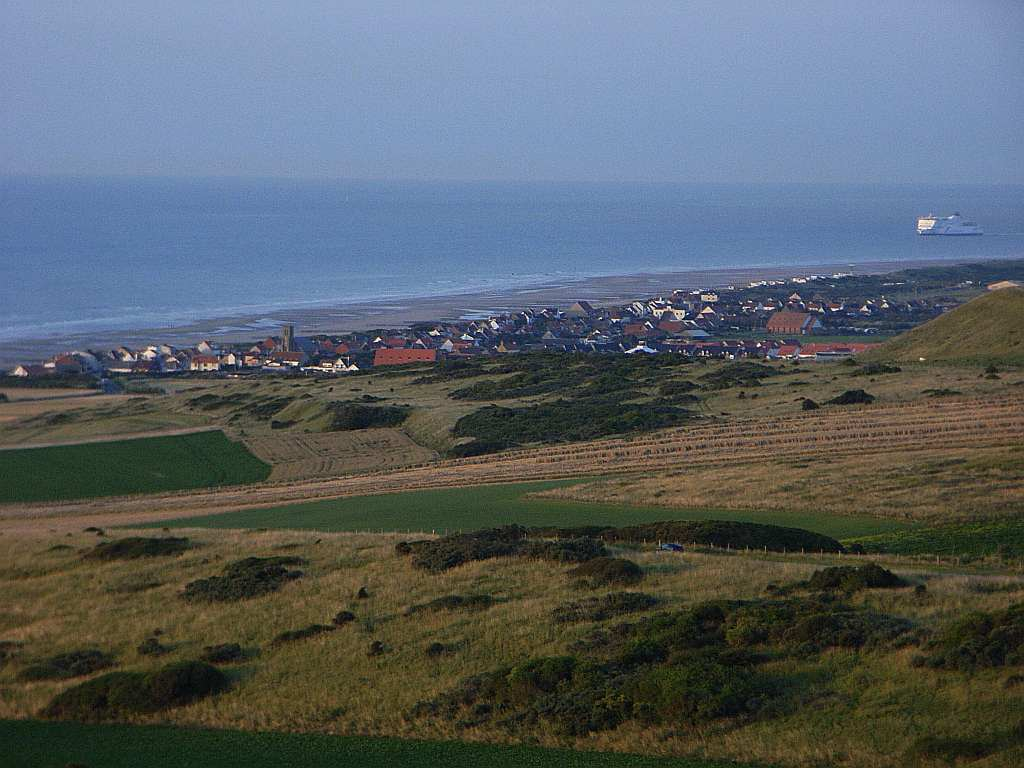
Blick auf Sangatte mit Kanalfähre von Cap Blanc-Nez

Sangatte (niederländisch Zandgate, deutsch in etwa Sandloch) ist eine französische Stadt nahe Calais mit 4755 Einwohnern (Stand 1. Januar 2022) im Département Pas-de-Calais in der Region Hauts-de-France. Der Name der Stadt ist niederfränkischen Ursprungs.
Unter dieser direkt am Meer gelegenen Stadt beginnt der unterseeische Teil des Eurotunnels, der Frankreich mit Großbritannien verbindet.

## Lage
Sangatte liegt zwischen Calais im Nordosten und dem Cap Blanc-Nez im Südwesten an der Ärmelkanalküste. Die Stadt ist ca. 250 km von Paris entfernt und gehört zum Regionalen Naturpark Caps et Marais d’Opale.

## Geschichte

### Seekabel
In Sangatte landete 1851 das erste – bis 1859 – funktionierende internationale Seekabel für Telegraphie, 25 Seemeilen lang, vom englischen St. Margaret’s Bay herüber kommend.

### Blériot Plage
Der Flugpionier Louis Blériot startete am 25. Juli 1909 vom nördlich gelegenen und heute nach ihm benannten Strand zum ersten erfolgreichen Kanalüberflug nach Dover.

### Zweiter Weltkrieg
Bei Sangatte war im Zweiten Weltkrieg die sogenannte Batterie Lindemann der Achsenmächte aufgestellt. Die drei größten Kanonen mit dem Kaliber 40,6 cm, die den Pas de Calais abdeckten, sicherten die Kanaldurchfahrt und nahmen regelmäßig Dover, Ramsgate und Folkestone auf den Britischen Inseln unter Beschuss. Die Bedrohung, die von hellfire corner, wie die Gegend um Sangatte von den Engländern genannt wurde, ausging, blieb bis September 1944 bestehen.

## Städtepartnerschaften
- Sandgate, Kent, Vereinigtes Königreich